# Zjălt brjag
Zjălt brjag (bulgariska: Жълт бряг) är ett distrikt i Bulgarien.   Det ligger i kommunen Obsjtina Tvărditsa och regionen Sliven, i den centrala delen av landet, 230 km öster om huvudstaden Sofia.